# Tortella smithii
Tortella smithii är en bladmossart som beskrevs av C. C. Townsend 1969. Tortella smithii ingår i släktet kalkmossor, och familjen Pottiaceae. Inga underarter finns listade i Catalogue of Life.